# Верхнее Кумозеро
Верхнее Кумозеро — пресноводное озеро на территории Амбарнского сельского поселения Лоухского района Республики Карелии.

## Общие сведения
Площадь озера — 31,6 км², площадь водосборного бассейна — 294 км². Располагается на высоте 86,0 метров над уровнем моря.
Форма озера лопастная, продолговатая: оно почти на восемь километров вытянуто с севера на юг. Берега изрезанные, каменисто-песчаные, преимущественно возвышенные, местами заболоченные.
В губу Че на западе водоёма впадает одноимённая река. В губу Курка на севере водоёма впадает река без названия, несущая воды озера Зимнего.
Из восточного залива озера вытекает река Верхняя Куземка, впадающая в Пильдозеро, через которое протекает река Воньга, впадающая, в свою очередь, в Белое море.
В озере не менее четырёх десятков островов различной площади, однако их количество может варьироваться в зависимости от уровня воды. Наиболее крупный остров — Лотоки, на котором расположено урочище Верхнее Кумозеро на месте опустевшей одноимённой деревни.
С севера к озеру подходит лесовозная дорога.
Населённые пункты вблизи водоёма отсутствуют.
Код объекта в государственном водном реестре — 02020000711102000003467.